# Hidato
Hidato (en hebreo: חידאתו‎, término originario de la palabra hebrea Hida = acertijo) es un juego de lógica creado por el Dr. Gyora Benedek, un matemático israelí. El objetivo de Hidato es rellenar el tablero con números consecutivos que se conectan horizontal, vertical o diagonalmente. Los puzzles Numbrix, creados por Marilyn Vos Savant, son similares a Hidato excepto por los movimientos diagonales, que no están permitidos. Los nombres Numbrix e Hidato son marcas registradas.

## Acerca del puzzle

Un puzzle Hidato...
...y su solución

En cada juego de Hidato, los números mayor y menor están marcados en el tablero. Todos los números consecutivos están adyacentes de forma vertical, horizontal o diagonal. Hay algunos números más en el tablero para ayudar a dirigir al jugador sobre cómo empezar a resolverlo y para asegurarse de que ese Hidato tiene solución única. Se suele jugar en una cuadrícula como Sudoku o Kakuro, pero también existen tableros hexagonales u otros más irregulares con figuras como corazones, calaveras,...
Cada puzzle de Hidato creado correctamente debe tener solución única. Es más, un puzzle Hidato creado para ser resuelto por humanos debe tener una solución que se pueda encontrar por simple lógica. Sin embargo, existen puzzles Hidato de muy alta dificultad, incluso siendo de pequeño tamaño.
Hay periódicos como el Daily Mail y el Detroit Free Press que publican puzzles de Hidato en sus páginas. 

## Técnicas de resolución
Como en muchos juegos de lógica, la técnica básica de resolución consiste en analizar las posibilidades de cada número de estar presente en cada casilla. Cuando una casilla puede contener un solo número (Naked Single) o cuando un número puede estar solamente en un posible lugar (Hidden Single), puede con seguridad validarse como parte de la solución. Sin embargo, como pasa con el Sudoku, la resolución de los puzzles Hidato o Numbrix más difíciles requiere el uso de técnicas más avanzadas, en particular, varios tipos de patrones de cadenas.